# Бурда, Венцеслав Иванович
Венцеслав Иванович Бурда (1812—1873) — архитектор, академик Императорской Академии художеств.

## Биография
Подданный Австрии.  Был аттестован Императорской Академией художеств со званием неклассного художника (1844). В 45-летнем возрасте был признан «назначенным в академики» (1857) за «Проект большой станции железной дороги при виадуке». Назначен главным инженером при строительстве Петергофской железной дороги.
Автор проекта вокзала железнодорожной станции "Красносельская" (позже станция "Лиговская") Петергофской железной дороги. Среди основных построек в Петербурге: Доходный дом В. И. Бурды (пр. Римского-Корсакова, 8, Большая Подьяческая, 18, расширение и перестройка, 1862–1863)/

## Семья
Жена Елизавета Фёдоровна Бурда (21.05.1823 – 3.01.1891). Похоронена в Сергиевой Приморской пустыни рядом с мужем.
Дочь Елизавета Венцеславовна Вальтер, замужем за Вальтер Франц Яковлевич (1.11.1834 – 14.07.1898), п.п.г., купец 1-й гильдии.
Внуки:
- Альберт Францевич Вальтер (род. 1866), служащий банкирской конторы.
- Вильям Францевич Вальтер (р. 17.07.1867), военный инженер, генерал-майор (1915), участник Белого движения.
- Ричард-Кирилл Францевич Вальтер (15.10.1870 — 1945), штаб-офицер, генерал-лейтенант (1916). Его три сына тоже офицеры.
- Иван Францевич Вальтер (?)